# Carlos Blanco
Carlos Blanco Castañón (5 de març de 1928 - 9 de gener de 2011) fou un futbolista mexicà.

## Selecció de Mèxic
Va formar part de l'equip mexicà a la Copa del Món de 1954.